# Veljko Milković
Veljko Milković (rođen 13. studenog, 1949. Subotica, Jugoslavija) je izumitelj i istraživač iz Novog Sada, Srbija. Milković je aktivan u ekološkom istraživanju, kao i u amaterskoj arheologiji i istraživanjima novih energetskih tehnologija te je napisao brojne knjige u tim područjima. Za svoj rad dobio je nekoliko nagrada. Član je Srpske Akademije Inovacionih Znanosti iz Beograda, grupe 20-ak znanstvenika i inovatora. Posjeduje odobrene patente za svoje izume.

## Izumi i istraživanja
Izumio je samogrijajuću ekološku kuću i brojne, kako ih on naziva, ekološke inovacije: staklenike i plastenike s reflektirajućim površinama, gljivarnike. Nekoliko njegovih izuma se odnosi na jednostavne stvari za svakodnevnu uporabu; kao što je autonomni punjač baterija i serija univerzalnih alata.
S nekim od svojih izuma, Milković je otvorio nova poglavlja u mehanici stvarajući nove mehaničke efekte kombinirajući jednostavne strojeve; njihalo i polugu. Njegovi osnovni izumi u ovoj kategoriji su, kako ih on naziva, impulsno-gravitacijski strojevi (Kolica s njihalom, Dvostupanjski mehanički oscilator, Ručna pumpa za vodu s njihalom), vrsta jednostavnih mehaničkih oscilirajućih sustava s pogonskim njihalom.

### Petrovaradinska tvrđava
Među Veljkovim interesima je i istraživanje Petrovaradinske tvrđave u Novom Sadu. Tvrdi da je uspjeo otkriti pravilnosti u podzemnim labirintima sa "strijelastim", "Y" i "čekić T" raskrižjima što mu omogućuje sigurno pretraživanje utvrde i njenog podzemlja. Muzej Grada Novog Sada 1977. godine mu je dodijelio mu zahvalnicu za "Svesrdnu suradnju na proučavanju Petrovaradinske tvrđave".
Godine 1983. u Knjižnici "Vladimir Nazor" iz Petrovaradina, Srećko Drk i Veljko Milković osnivaju "Klub prijatelja Petrovaradinske tvrđave".
Godine 1997. najavljuje tekst "Misterije Petrovaradinske tvrđave", koja je publicirana u obliku feljtona, skripte i knjige. Kroz predavanja i izlete upozoravao je na opasnosti, ali i veliki turistički potencijal Petrovaradina, Fruške Gore, Srijema i srednjeg Podunavlja.

## Nagrade i priznanja
Među različitim domaćim i inozemnim nagradama, 2002. godine za izuzetan doprinos i inovacije u području ekologije i energetike, primio je "Novembarsku povelju grada Novog Sada" kao i 2002. godine zlatnu medalju Novosadskog sajma za izum - ručnu pumpu za vodu s njihalom. Od 2006. godine postaje akademik Srpske akademije inovacionih znanosti iz Beograda u svojstvu dopisnog člana, a iste godine i akademik pri Akademiji izumitelja Srbije - SAIN iz Beograda u svojstvu redovnog člana.

## Publikacije
Veljko Milković je napisao 16 knjiga i brošura i 6 drugih publikacija.

### Knjige
- "Solarne zemunice - dom budućnosti" (1983)
- "Ekološke kuće" (1991)
- "Šume za proizvodnju hrane – zamena za njive" (1992)
- "Ka antigravitaciji - kompaktna vozila" (1994)
- "Antigravitacioni motor / Anti-gravity motor" (1996)
- "Perpetuum mobile" (2001)[21]
- "Petrovaradin kroz legendu i stvarnost" (2001)[22]
- "Petrovaradin i Srem - misterija prošlosti" (2003)[23][24]
- "Svet misterija - novi pogledi" (2004)[25][26]
- "Petrovaradinska tvrđava - podzemlje i nadzemlje" (2005)[27]
- "Novi turistički potencijali" (2006)[28]
- "Petrovaradinska tvrđava - kosmički lavirint otkrića" (2007)[29]
- "Gravitacione mašine - od Leonarda da Vinčija do najnovijih otkrića“ (2013)
- "Kako sam pobedio hemoroide“ (2015)
- "Energetska prekretnica ili apokalipsa“ (2016)
- "Panonska Atlantida“ (2020)
- "Reflektujući paneli za solarnu klimatizaciju i zdravstveno bezbedno stanovanje“ (2020)
- "Energija oscilacija: od ideje do realizacije“ (2020)

### Feljtoni i skripte
- "Niskoenergetski život" (1996)
- "Energetski potencijal rečnog zaliva" (1996)
- "Prethodna civilizacija" (1999)
- "Misterije Petrovaradinske tvrđave" (1999)
- "Petrovaradinska tvrđava između legende i stvarnosti" (1999)
- "Nestale civilizacije" (2000)

## Vanjske poveznice
- (srp.) Veljko Milković – Službena web prezentacija